# Ponsongath
Ponsongath (korn. Pons an Gath) – osada na zachód od Covernack w Kornwalii. Nazwa Ponsongath pochodzi z języka kornwalijskiego Pons an Gath, co oznacza „most dla kotów”.